# Michael Becker (Manager)
Michael Becker (* 6. Oktober 1984 in Karlsruhe) ist ein deutscher Sportmanager. Becker ist seit August 2018 Geschäftsführer des Fußball-Zweitligisten Karlsruher SC.

## Werdegang
Er ist der Sohn des ehemaligen Fußballspielers und -trainer Edmund Becker. Becker studierte Business Administration an der Steinbeis Hochschule in Berlin und schloss den Studiengang mit dem Master ab. Nach dem Studium baute er ein Internet- und ein Software-Unternehmen auf, bevor er als Teamleiter Marketing zum Fußballverein SV Sandhausen wechselte. Zum November 2017 wechselte Becker zum Karlsruher SC und wurde zunächst Leiter der Abteilung Marketing, Vertrieb und Digitalisierung. Genau ein Jahr später wurde Becker zum Geschäftsführer des Karlsruher SC e.V. ernannt. Im Zuge der Ausgliederung des wirtschaftlichen Geschäftsbetriebes wurde er im Oktober 2019 zudem als Geschäftsführer der Karlsruher Sport-Club Mühlburg-Phönix GmbH & Co. KGaA berufen. Im Jahr 2022 verlängerte der KSC den Vertrag mit Becker bis zum 30. Juni 2026.